# أفني حيفتس (مستوطنة)
أفني حيفتس (بالعبرية: אַבְנֵי חֵפֶץ) مستوطنة إسرائيلية ملاصقة لمدينة طولكرم في الضفة الغربية. تقع المستوطنة في الجهة الجنوبية الشرقية من المدينة، على بعد أقل من 4 كيلو متر عن وسط مدينة طولكرم.
أقيمت المستوطنة على تضاريس جبلية ما جعلها تتميز بموقعها الاستراتيجي والأمني نظرًا لإشرافها الكامل على مدينة طولكرم. وخلال حرب الانتفاضة عام 2002 اسُتخدمت المستوطنة كقاعدة عسكرية لانطلاق الدبابات الإسرائيلية باتجاه مدينة طولكرم المجاورة لها.

## التاريخ
شيدت مستوطنة أفني حيفتس عام 1987 على مساحة 1397 دونماً، وتبعها قيام إسرائيل بالسيطرة على المزيد من الأراضي لصالح توسيع المستوطنة.

## الجغرافيا
يحد مستوطنة أفني حيفتس من الشمال والغرب مدينة طولكرم، ومن الجنوب قرية شوفة، ومن الشرق بلدة كفر اللبد.

## مخطط لمستوطنة مجاورة جديدة
في نهاية عام 2019، أعلنت إسرائيل أنها تنوي إقامة مستوطنة صناعية ضخمة جديدة في مدينة طولكرم بالقرب من مستوطنة أفني حيفتس، وأطلقت إسرائيل اسم «بستاني حيفتس» على المستوطنة الجديدة والتي ستكون في «قلب طولكرم». ستشمل المستوطنة الجديدة مناطق سكينة، وتجارية، وحوالي 130 مصنعاً إسرائيلياً على مساحة مئات الدونمات من الأراضي الفلسطينية.
وعبرت وزارة الخارجية الفلسطينية عن إدانتها الشديدة لإقامة هذه المستوطنة الجديدة الضخمة والتي هي بوعدٍ مباشر من رئيس الوزراء الإسرائيلي بنيامين نتنياهو.